# Universidade Estadual Paulista

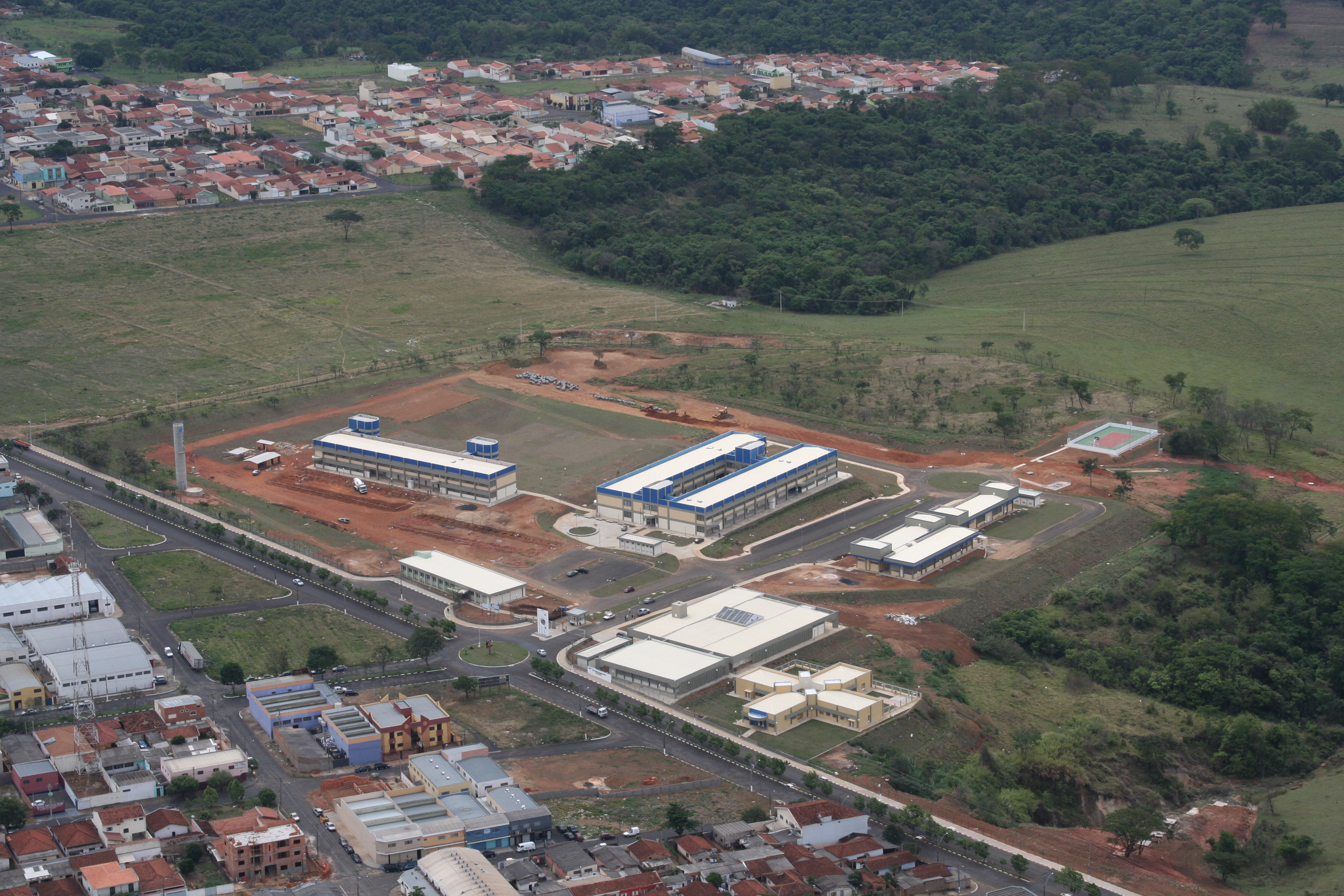
UNESP in Franca

Die Universidade Estadual Paulista „Júlio de Mesquita Filho“ (UNESP, deutsch Staatliche Universität São Paulo „Júlio de Mesquita Filho“) ist eine staatliche Universität im Bundesstaat São Paulo in Brasilien.
Die UNESP entstand durch die Zusammenlegung mehrerer Forschungseinrichtungen und kleinerer Universitäten im Jahr 1976. Die im gesamten Bundesstaat liegenden Forschungseinrichtungen und Universitäten waren in Bereichen wie Medizin, Veterinärmedizin, der Physik und Ingenieurwissenschaften tätig. Durch den Zusammenschluss und die Verstaatlichung wurde neben der Universität von São Paulo die zweitgrößte Universität Lateinamerikas gegründet. Mit der Gründung der „Universitäts-Kette“ UNESP konnten nun mehr Gelder für die staatliche Universität aufgebracht, somit mehr Studienplätze geschaffen, die Forschungsbereiche vertieft und ausgeweitet werden. Ebenso war es Ziel, eine zentralisierte Ausbildung für alle Studenten zu schaffen, eine zentrale Verwaltung einzurichten und die Fachgebiete an jeweils nur einer Universität zu konzentrieren.
Trotz des Zusammenschlusses blieben die einzelnen UNESP-Standorte weiter unabhängig in der Bestimmung ihrer Forschungsbereiche und Anzahl der Studenten. Im Laufe der Jahre wurden weitere Standorte hinzugefügt und Studiengänge und Fachrichtungen in den Lehrplan aufgenommen. 

## Entwicklung
Um in den Studiengängen eine möglichst praxisnahe Ausbildung zu ermöglichen, wurden bis 2009 fünf Forschungsbauernhöfe, so genannte Fazendas, für Lehre und Forschung gegründet sowie ein Universitätskrankenhaus in Botucatu, drei Tierkliniken, drei Kliniken für Zahnerhaltung, ein Zentrum für orale Onkologie, ein Zentrum für spezielle Dentalmedizin, ebenso ein Zentrum für Sozialrecht und 1900 Laboratorien. Im laufenden Studienjahr 2009 werden die Einnahmen der UNESP auf 1,39 Mrd. R$ geschätzt, was ungefähr 550 Mio. Euro entspricht.
Viele der 1976 übernommenen Institute wurden lange vor der Zusammenführung als weiterführende Schule gegründet. Andere Institute wurden mit dem Ziel der Ausbildung als Schule für z. B. Pharmazie und Zahnmedizin gegründet. Die anfänglichen Fakultäten waren das Institut für Zahnmedizin in Araçatuba und São José dos Campos, die Fakultät für Agrar- und Veterinär-Wissenschaft von Jaboticabal, die Universität für Ingenieurwissenschaften und Medizin von Botucatu sowie die heutige UNESP Araraquara, welche schon 1923 für Forschung in den Bereichen Zahnmedizin und Pharmazie gegründet wurde und somit der am längsten bestehende Campus der UNESP ist. 1956 ist das Institut in Araraquara vom Staat São Paulo übernommen worden und seit 1976 Teil der UNESP-Universitäten. Der Campus in Bauru wurde 1988 ins System aufgenommen.

## Publikationen
Das Journal of Venomous Animals and Toxins including Tropical Diseases, abgekürzt J. Venom. Anim. Toxins Trop. Dis., ist eine wissenschaftliche Fachzeitschrift, die vom brasilianischen Center for the Study of Venoms and Venomous Animals der UNESP veröffentlicht wird.